# シエラレオネ軍
シエラレオネの軍隊（シエラレオネのぐんたい）は、王立西アフリカ辺境軍 (RWAFF) のシエラレオネ連隊を前身としてシエラレオネ独立後の1961年に編制された。2002年以降、3軍が統合されシエラレオネ共和国軍（シエラレオネきょうわこくぐん、Republic of Sierra Leone Armed Forces, RSLAF）の1組織に統合された。
総司令官は大統領で、軍人の最高位は防衛参謀長である。2008年9月12日以降の防衛参謀長はアルフレッド・ネルソン＝ウィリアムズ准将（前任はエドワード・サム・ムボマ (Edward Sam M’boma) 少将）。
シエラレオネ内戦の時点では政府が軍の機能を制限し、素行不良の者が多く所属していたため、革命統一戦線を抑えられずまたクーデターも頻発した。なお、一時は民間軍事会社エグゼクティブ・アウトカムズの支援を受けていた。
内戦終結後はイギリス軍による顧問団、IMATT (International Military Advisory and Training Team)により軍事指導を受けている。

## データ
- 軍事部門 - 陸軍 (旧RSLA)
- 軍事力
有効人数
15歳～49歳までの男性人口 1,228,664人（2003年）
兵役に適合する人数
15歳～49歳までの男性人口 596,617人（2003年）
- 軍事予算
アメリカドル換算 1026万ドル(FY02)
GDPに占める割合 1.5% (FY02)

### 装備
歩兵用火器
- FN FAL
- H&K G3
- L85 - 特殊部隊でのみ使用。
- AK47自動小銃
- RPD軽機関銃
- RPK軽機関銃
- 69式ロケットランチャー
- カールグスタフ無反動砲[2]

装甲戦闘車両
- キャスパー装甲兵員輸送車×3両[2]
- マンバ Mk5装甲兵員輸送車×1両[2]

火砲
- PL-96122mm榴弾砲×6門[2]
- 81mm迫撃砲×27門（推定）[2]
- 82mm迫撃砲×2門[2]
- 120mm迫撃砲×2門[2]

対空火器
- 14.5mm対空機関銃×3基[2]

艦艇
「シエラレオネ海軍艦艇一覧」を参照
航空機
- Mi-8 / Mi-17×2機（※稼働状態は疑問）[2]

退役
- 6x6 ピラーニャI
- OT-64 SKOT - 特殊部隊でのみ運用。
- BMP-2
- Mi-24 - 3機
- MFI-17 Mushshak - 2機